# White Heat (película)
White Heat (en España, Al rojo vivo; en Hispanoamérica, Alma negra) es una película estadounidense de 1949 dirigida por Raoul Walsh. Forma parte del AFI's 10 Top 10, en la categoría películas de gánsteres.[cita requerida]

## Sinopsis
La banda de Arthur Cody Jarrett atraca un tren correo, y hay varias víctimas. Jarrett se entrega a la policía, pero declarándose culpable de otro atraco a un banco sin víctimas la misma fecha.
Vic Pardo ingresa junto a Jarrett en la cárcel. Pardo es un policía infiltrado que intentará establecer una conexión entre Jarrett y el atraco al tren correo.
En la prisión, Jarrett se entera de que uno de sus compinches de la banda mantiene relaciones con su mujer. También recibe la noticia de la muerte de su madre, que formaba parte de la banda.
Junto a un par de presos y Vic Pardo, Jarrett logra escapar de la cárcel, tras lo cual toma justa venganza de su compinche, a quien su mujer señala como el asesino de su madre, cuando en realidad quien le disparó fue precisamente ella, para salvar la vida a su amante, amenazado por la madre de Jarrett.
Se planea un nuevo atraco, esta vez a un refinería de petróleo, donde espera un botín de casi medio millón de dólares, cantidad correspondiente a la nómina de los empleados. Pero Vic Pardo dará al traste con el atraco. Subido a un depósito en llamas y herido, Jarrett grita que ha alcanzado la cima del mundo, como le prometió a su madre. El depósito explota acto seguido.